# Arcidiocesi di Patrasso

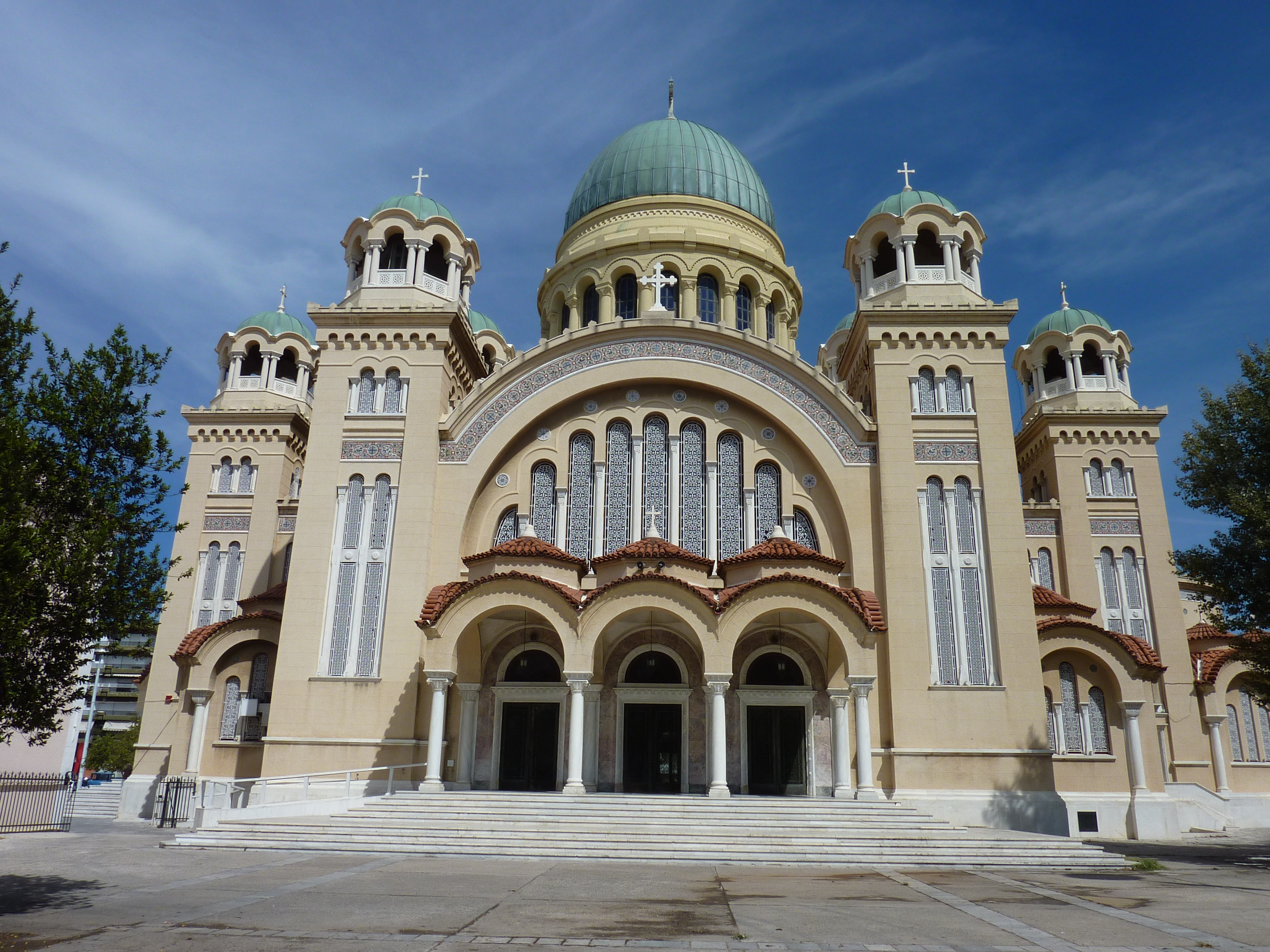
L'odierna basilica di Sant'Andrea Apostolo di Patrasso.

L'arcidiocesi di Patrasso (in latino Archidioecesis Patracensis o Patrensis) è una sede soppressa e sede titolare della Chiesa cattolica.

## Storia
Patrasso è un'antica sede metropolitana della provincia romana dell'Acaia (Peloponneso) nel patriarcato di Costantinopoli.
Secondo la tradizione, la città fu evangelizzata da sant'Andrea apostolo, che vi avrebbe subito il martirio, dopo aver consacrato vescovo san Stratocle. Il primo vescovo storicamente documentato è Plutarco, che prese parte al concilio di Sardica nel 347 circa. Sono solo una decina gli arcivescovi noti del primo millennio cristiano.
Inizialmente suffraganea dell'arcidiocesi di Corinto, nel VI secolo la diocesi di Patrasso fu elevata al rango di arcidiocesi autocefala. Agli inizi del IX secolo (tra l'802 e l'806) l'imperatore Niceforo I il Logoteta la elevò al rango di sede metropolitana con tre suffraganee: Lacemedonia, Methone e Corone. Nei due secoli successivi le furono assegnate anche le suffraganee di Elo, Oleno, Amicle, Morea e Cernizza. Nel XIII secolo fu elevata ad esarcato dell'Acaia.
In seguito alla quarta crociata fu eretta un'arcidiocesi di rito latino, di cui è nota una serie di arcivescovi fino a metà del XV secolo. Dal 1408 Patrasso divenne una colonia veneziana, conquistata dai turchi nel 1458, che posero fine alla presenza dei Latini.
Dall'ultimo quarto del XV secolo Patrasso è annoverata tra le sedi arcivescovili titolari della Chiesa cattolica; la sede è vacante dal 26 agosto 1971.

## Cronotassi

### Arcivescovi greci
- Stratocle † (I secolo)
- Plutarco † (menzionato nel 347 circa)
- Perigene † (menzionato nel 415 circa)
- Alessandro † (menzionato nel 458)
- Giorgio I † (VI/VII secolo)[2]
- Atanasio † (menzionato nel 790 circa)
- Giorgio II † (circa 820-831)
- Teodoro † (circa 867/877 - dopo l'878)[3]
- Saba † (menzionato nell'879)[4]
- Tommaso † (circa IX-X secolo)[5]
- Andrea † (menzionato nel 913/919)[6]
- Gabriele † (menzionato nel 990 circa)
- Gregorio † (X/XI secolo)[7]
- Filippo † (X/XI secolo)[8]
- Costantino † (prima del 1028 - dopo il 1038)[9]

### Arcivescovi latini
- N. † (? -  1205 deceduto)
- Antelmo de Cluny † (1205 - dopo il 1221)
- Bernardo † (8 ottobre 1243 - ?)
- Anonimo † (prima del 1246 - dopo il 1252)
- Goffredo † (9 dicembre 1253 - dopo il 1255)
- J. † (27 novembre 1263 - ?)
- Benedetto d'Alatri † (2 giugno 1273 - ? deceduto)
- Giovanni † (7 ottobre 1295 - ?)
  - Giovanni Colonna † (8 gennaio 1306 - ?) (amministratore apostolico)
- Giacomo † (28 aprile 1307 - ? deceduto)
- Ranieri † (30 luglio 1308 - ? deceduto)
- Guglielmo Frangipani, O.F.M. † (3 gennaio 1317 - ? deceduto)
- Ruggero † (20 ottobre 1337 - ? deceduto)
- Nicola Canal † (23 maggio 1347 - ? deceduto)
- Reginaldo † (4 gennaio 1351 - ? deceduto)
- Raimondo de Cluny , O.S.B. † (20 dicembre 1357 - ? deceduto)
- Giovanni Acciaiuoli † (20 maggio 1360 - ? deceduto)
- Bongiovanni † (5 aprile 1363 - ? deceduto)
- Bartolomeo Papazzurri, O.P. † (21 luglio 1363 - 11 agosto 1365 deceduto)
- Angelo da Reggio † (12 dicembre 1365 - ? deceduto)
  - Paolo di Tebe † (20 ottobre 1367 - 1370) (amministratore apostolico)
- Giovanni Piacentini † (28 aprile 1371 - 27 novembre 1375 nominato vescovo di Castello)
- Paolo Foscari † (27 novembre 1375 - circa 1384)
  - Pietro Corner, O.F.M. † (14 settembre 1386 - ?) (antivescovo)
- Angelo Acciaiuoli † (circa 1395 - ?) (amministratore apostolico)
- Stefano Zaccaria † (20 aprile 1405 - ? deceduto)
- Pandolfo Malatesta † (10 maggio 1424 - 1441 deceduto)

### Arcivescovi titolari
- Simone Vosich † (26 novembre 1473 - agosto 1482 deceduto)
- Giovanni Battista de Giudici, O.P. † (4 febbraio 1484 - ? deceduto)
- Stefano Taleazzi † (5 settembre 1485 - estate 1515 deceduto)
- Antonio Marcello, O.F.M.Conv. † (21 maggio 1520 - 6 settembre 1521 nominato vescovo di Cittanova)
- Antonio Cocco † (29 maggio 1560 - ?)
- Alessandro Piccolomini † (28 luglio 1574 - ?)
- Gianfrancesco Guidi di Bagno † (3 marzo 1614 - 17 maggio 1627 nominato vescovo di Cervia)
- Ciriaco Rocci † (29 maggio 1628 - 13 agosto 1635 nominato cardinale del titolo di San Salvatore in Lauro)
- Girolamo Farnese † (11 aprile 1639 - 6 maggio 1658 nominato cardinale del titolo di Sant'Agnese fuori le mura)
- Ottaviano Carafa † (19 aprile 1660 - 14 aprile 1666 deceduto)
- Giacinto Solaro di Moretta † (23 gennaio 1668 - 1672 deceduto)
- Fabrizio Spada † (8 agosto 1672 - 23 marzo 1676 nominato cardinale del titolo di San Callisto)
- Sinibaldo Doria † (18 dicembre 1711 - 21 maggio 1731 nominato arcivescovo di Benevento)
- Fabrizio Serbelloni † (6 agosto 1731 - 22 luglio 1754 nominato cardinale del titolo di Santo Stefano al Monte Celio)
- Johann Philipp von Walderdorff † (16 settembre 1754 - 18 gennaio 1756 succeduto arcivescovo di Treviri)
- Francesco Carafa della Spina di Traetto † (28 gennaio 1760 - 26 aprile 1773 nominato cardinale del titolo di San Clemente)
- Carlo Crivelli † (11 settembre 1775 - 29 marzo 1802 nominato cardinale del titolo di Santa Susanna)
- Paolo Filipponi † (6 aprile 1818 - 1819 deceduto)
- Celestino Maria Cocle, C.SS.R. † (30 settembre 1831 - 3 marzo 1857 deceduto)
- Filippo Gallo, C.M. † (18 marzo 1858 - 27 gennaio 1890 deceduto)
- Giuseppe Maria Costantini † (1º giugno 1891 - 14 novembre 1906 deceduto)
- Donato Velluti Zati di San Clemente † (15 aprile 1907 - 11 dicembre 1927 deceduto)
- Beato Andrea Giacinto Longhin, O.F.M.Cap. † (4 ottobre 1928 - 26 giugno 1936 deceduto)
- Luigi Fogar † (30 ottobre 1936 - 26 agosto 1971 deceduto)